# Aedes papago
Aedes papago é um espécie de mosquito do Género Aedes, pertencente à família Culicidae.